# دروبر
دروبر   هي نوع من انواع حصان الطروادة تقوم بتثبيت البرمجيات الخبيثة ( الفيروسات، الباب الخلفي، وغيرها) على جهاز الحاسوب. الدروبر يحتوي على الكود المصدري للبرنامج الخبيث يقوم بثبيته بطريقة تتجنب الكشف عنه من قبل مضاد الفيروسات.
يوجد نوعان من الدروبرات :
الأول: لا يشكل تهديدا قوي لأنه هند إزالة البرمجية الخبيثة الذي تم تثبيتها لا يقوم بإعادة تثبيته.
الثاني:يشكل تهديد قوي لأنه يقوم بتعديل الريجستري فعند حذف البرمجية الخبيثة يقوم بإعادة تثبيته.